# Дети и Холокост

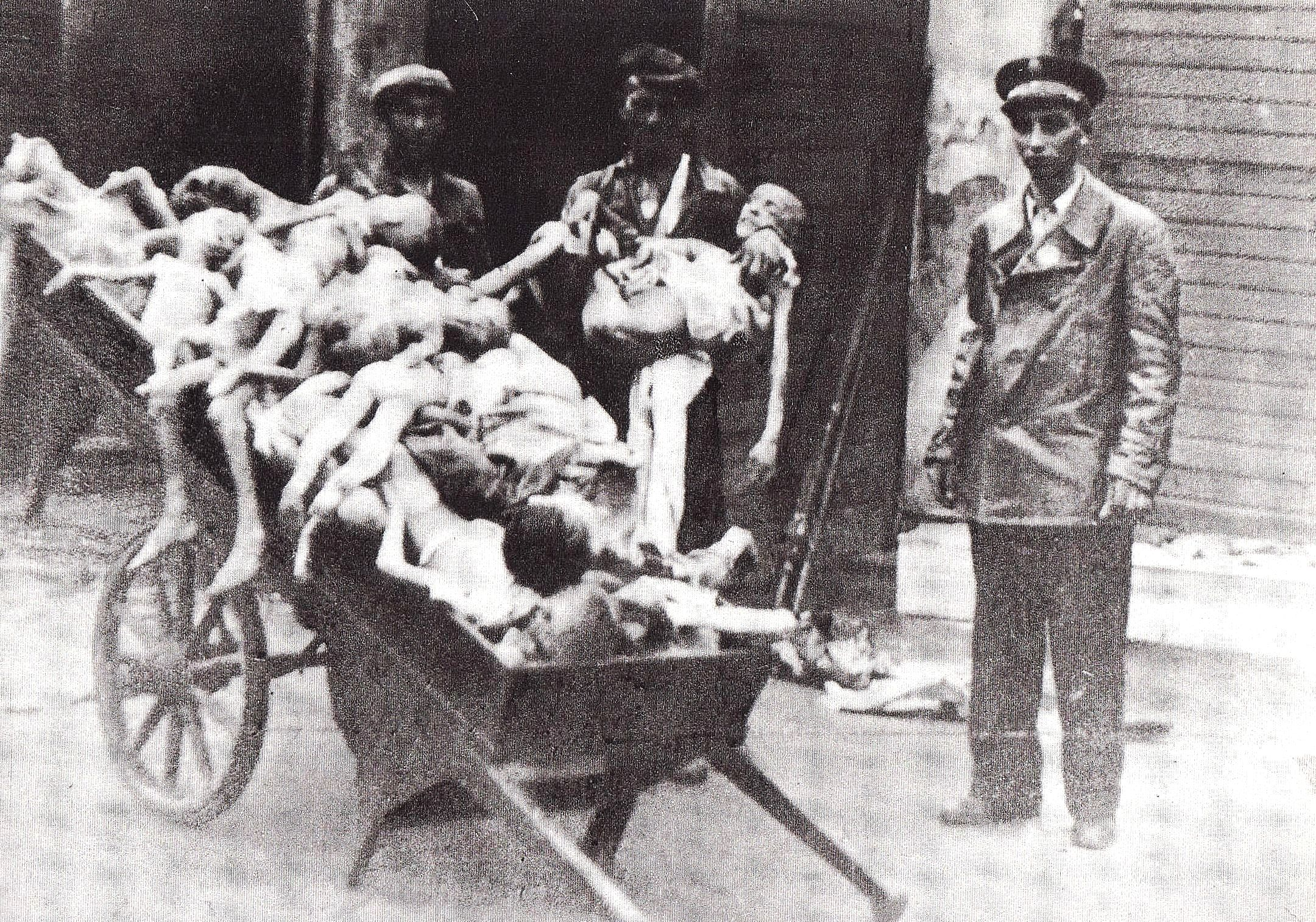
Истощенные трупы детей в Варшавском гетто

В ходе Холокоста погибло около полутора миллионов еврейских детей
Многие из детей стали беженцами в ходе войны и преследований. Точное число погибших установить не представляется возможным, так как люди уничтожались целыми семьями, а номера в концентрационных лагерях давали только тем, кто мог быть использован как рабочая сила. Гибель детей и молодёжи стала одной из самых трагических страниц в истории Холокоста. Многочисленные показания, воспоминания, дневники и исследования показывают, что с первых дней антисемитской политики нацистов молодое поколение, а особенно представители еврейского народа, целенаправленно преследовалось и уничтожалось.

## «Опасные» группы

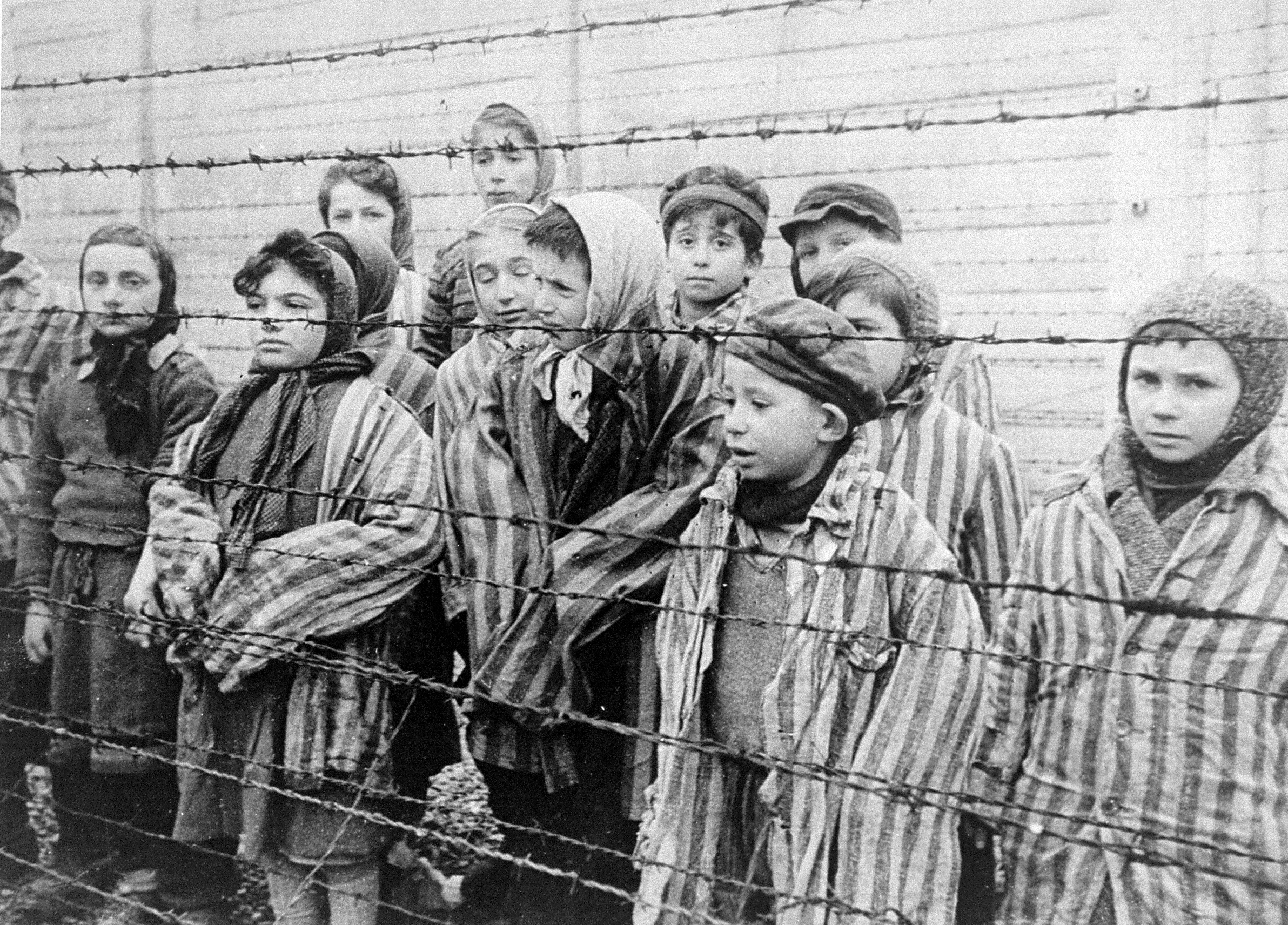
Дети в Освенциме, 1945

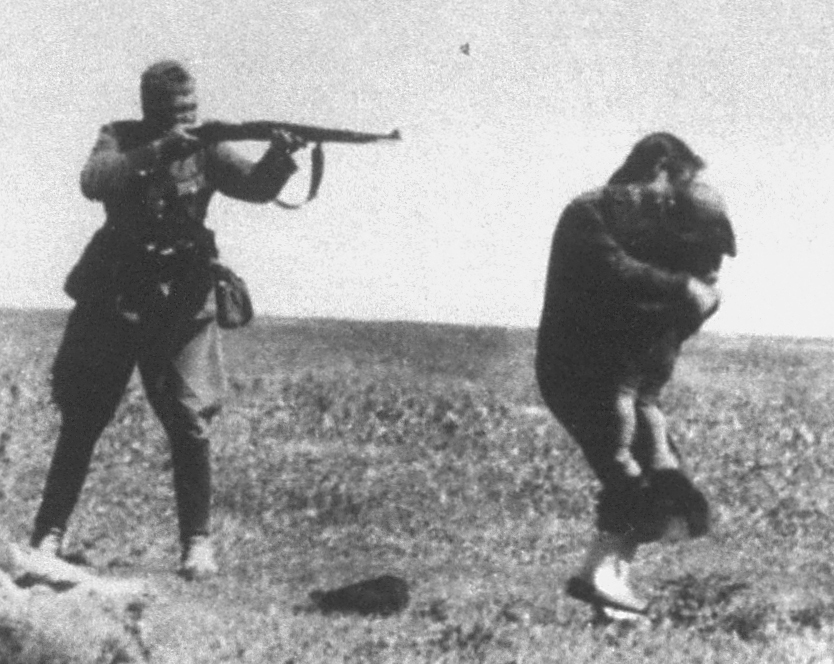
Член айнзацгруппы расстреливает еврейских женщину и ребёнка близ Ивангорода, УССР, 1942. Фрагмент фотографии айнзацгруппы в Ивангороде

В национал-социализме «семитская раса» — евреи — рассматривается как антипод и главный враг «арийской расы». Нацистская расовая идеология ставила евреев, цыган, славян и чернокожих на нижнюю ступень расовой шкалы. Нацизм включает идею уничтожения детей «нежелательных» или «опасных» для «чистоты» и «здоровья» «арийской расы» групп. Нацисты истребляли еврейских и цыганских детей, а также детей с умственными или физическими ограниченными возможностями. Дети с ограниченными возможностями отравлялись газом с использованием окиси углерода, их морили голодом до смерти, им делали фенольные инъекции в сердце, вешали. По неполным данным, в Германии было убито не менее 5 тысяч детей-инвалидов; согласно новейшим данным, число убитых было намного больше. Детей с отклонениями массово убивали также на оккупированной территории СССР.
Убийства начались официально в 1939 году, их число постоянно росло на протяжении всей войны. Но преследование евреев и «ненужных» групп существовало в Германии задолго до начала войны. После «Хрустальной ночи» в 1937 году евреи стали изгоями, их имущество было расхищено, большинство из них было депортировано в концентрационные лагеря.

## Шансы на выживание

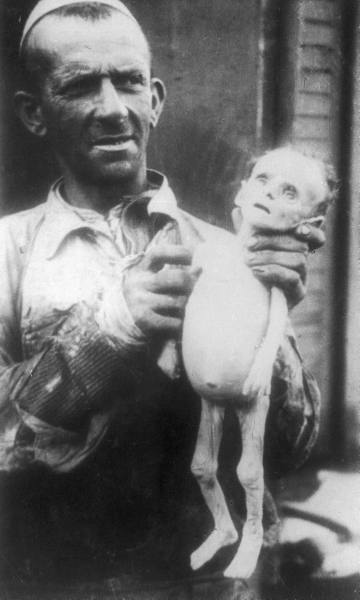
Тело умершего от голода младенца в Варшавском гетто

Некоторым детям ещё до начала массового уничтожения евреев помогли такие программы, как Киндертранспорт.
От маленьких детей (младенцев или детей до подросткового возраста), как правило, избавлялись в газовых камерах или расстреливали, стремясь «окончательно решить» вопрос уничтожения евреев. Шансы на выживание еврейских и некоторых нееврейских подростков 13–18 лет были выше, так как можно было использовать их труд. Число спасённых детей было относительно небольшим. Некоторые выжили в гетто или в концентрационных лагерях. Были очень редкие случаи, когда их удавалось прятать или выдавать за своих детей в нееврейских семьях, но это были единичные случаи, которые не спасали общего положения.

## Причины смерти
Дети погибали по следующим причинам:
- их убивали сразу, как только они прибывали в какой-либо лагерь;
- их уничтожали, едва они появлялись на свет (среди них были и рожденные в гетто и лагерях, выжившие, потому что заключённые прятали их);
- дети, как правило, старше 12–13 лет, зачастую использовались в качестве чернорабочих в лагерях на кухне, для уборки казармы, работали в помещениях по обслуживанию лошадей и делали другой рабский труд. В случае малейшего недомогания этих детей также ожидала смерть;
- использование детей в качестве объектов медицинских экспериментов;
- массовые убийства во время карательных («антипартизанских») операций.

## Гетто
В гетто, которые нацисты создали в начале войны в польских городах (Варшава, Лодзь), еврейские дети умирали от голода, а также отсутствия надлежащей одежды и крова. Немецкие власти были безразличны к этой массовой гибели, потому что они считали младших детей гетто «бесполезными едоками». Нацисты намеренно ограничивали еду. В гетто и различных лагерях смерти дети уничтожались в первую очередь, потому что они, как правило, были слишком молоды, чтобы их труд можно было использовать. Немецкие власти обычно выбирали их для уничтожения в первую очередь, наряду с пожилыми людьми и инвалидами. Дети, достаточно здоровые и способные к труду, часто выполняли непосильную работу на пользу лагеря и погибали. Иногда их принуждали делать ненужные работы, например, рытьё котлованов.

## Медицинские эксперименты

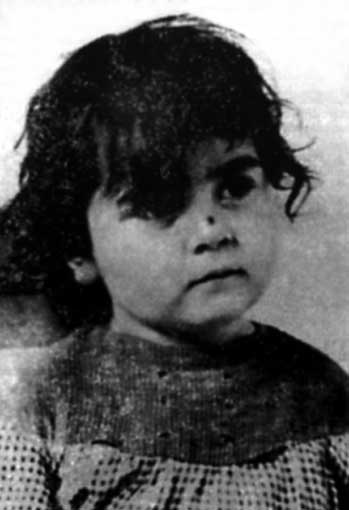
Цыганская девочка Йоханна Шмидт. Родилась в Лейпциге в 1937 году. Замучена Йозефом Менгеле во время «медицинского эксперимента» 6 июня 1943 года

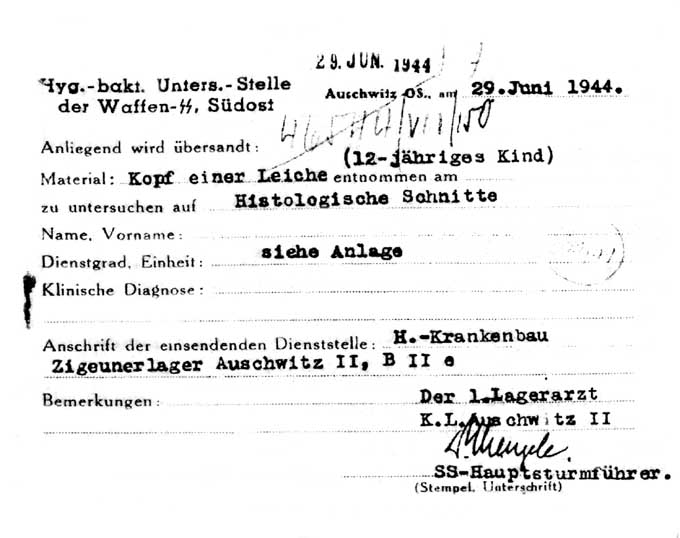
Запрос, в котором Йозеф Менгеле требует предоставить ему для «исследования» голову 12-летнего ребёнка. Из архива цыганского сектора лагеря Освенцим

Дети подвергались экспериментам в разных лагерях, особенно в Освенциме, где активно работал Йозеф Менгеле. Тех, кого исследовал Менгеле, лучше кормили, их помещали в более приемлемые условия, временно им не грозили газовые камеры. Для проведения своих экспериментов он открыл детский сад для еврейских и цыганских детей в возрасте до 6 лет. При посещении «своего» ребёнка он представлялся «дядей Менгеле», предлагал сладости. Но он был лично ответственен за гибель неизвестного числа жертв, которых убил с помощью смертельных инъекций, расстрелов, избиений и мучительных экспериментов. Сын Менгеле Рольф сказал, что отец позже не раскаялся в своих военных преступлениях.
Из воспоминаний бывшего заключенного: «Он был способен быть так добр к детям, что они начинали любить его, приносил им сахар, думал о мелких деталях их повседневной жизни, сделать так, чтобы мы им искренне восхищались… А потом мог стоять рядом с крематорием и курить, зная, что завтра или в течение получаса он отправит туда этих детей».
Особое место в медицинских экспериментах Менгеле занимали дети-близнецы. Их подвергали еженедельным проверкам, постоянно измеряя их физические данные. Эксперименты, проведённые Менгеле на близнецах, включали ненужные ампутации конечностей, намеренное заражение одного из близнецов тифом или другими заболеваниями, переливание крови одного из близнецов другому. Часть жертв умирали во время прохождения этих процедур. После окончания экспериментов, близнецов, как правило, убивали. Нисли вспоминал, как Менгеле лично убил четырнадцать близнецов за одну ночь, сделав инъекции хлороформа в сердце. Если один из близнецов умирал от болезни, Менгеле убивал другого, делая сравнительные посмертные отчёты.
Эксперименты Менгеле с глазами включали попытки изменить цвет глаз с помощью введения инъекционных химических веществ в глаза живых субъектов. Он убивал людей с гетерохроматическими глазами, удаляя глаза и отправляя их в Берлин для изучения. Для Менгеле искали беременных женщин, над которыми он проводил эксперименты перед отправкой их в газовые камеры. Свидетельница Вера рассказала, как он сшил спины двух близнецов, пытаясь создать сиамских близнецов. Дети умерли от гангрены после нескольких дней неимоверных страданий.

## Способы выживания
И однако многие дети смогли выжить. Некоторым помогло участие в подпольной деятельности сопротивления. Часть из них были отделены от родителей или других родственников, другие стали еврейскими партизанами.
Между 1938 и 1939 годами организация Киндертранспорт (Детский транспорт) отправила около 10 000 еврейских детей (без родителей) в Великобританию из нацистской Германии и оккупированных немцами территорий.
Во Франции почти все протестантское население Шамбон-сюр-Линьон, а также многие католические священники, монахини и миряне-католики прятали еврейских детей в городе с 1942 по 1944 годы. В Италии и Бельгии многие дети выжили в подполье.
Некоторые неевреи прятали еврейских детей, иногда, как в случае с Анной Франк, и других членов еврейской семьи.

## Известные дневники детей — жертв Холокоста
- Дневник Анны Франк. В нём описана жизнь девушки, тайно проживающей вместе со своей семьей в Амстердаме.
- Дневник Исаака Рудашевского. Мальчик Исаак описал то смятение, которое было у жителей гетто Вильнюса, ликвидированного в сентябре 1943 года. Сам он был изгнан вместе с другими жителями гетто.
- Дневник Тамары Лазарсон из Каунасского гетто. Тамара описала личный процесс усвоения евреями своей еврейской идентичности в процессе уничтожения и преследований.
- Дневник голландской еврейской девушки Дины Хельги. История последних дней при нацистском режиме, написанная в 1943 году. Дневник был обнаружен только 19 октября 2004 года.
- Дневник Моше Зеев Финкерая передает мысли религиозного еврейского мальчика, который видит преследования еврейского народа нацистами.

## Выжившие в Холокосте
После капитуляции нацистской Германии беженцы и перемещенные лица искали по всей Европе своих пропавших детей. Тысячи детей-сирот находились в лагерях для перемещённых лиц. Многие выжившие еврейские дети бежали из Восточной Европы. Участвуя в массовом бегстве, они направлялись в еврейские поселения в Палестине. Впоследствии многие из них сыграли большую роль при создании государства Израиль в 1948 году.